# Sempervivum stenopetalum
Sempervivum stenopetalum är en fetbladsväxtart som beskrevs av Schnittsp. och Lehm.. Sempervivum stenopetalum ingår i släktet taklökar, och familjen fetbladsväxter. Inga underarter finns listade i Catalogue of Life.